# Дашковы (нетитулованное дворянство)
Не путать с князьями Дашковыми.
Дашко́вы — древний русский дворянский род.
При подаче документов (06 марта 1686 года), для внесения рода в Бархатную книгу, была предоставлена родословная роспись Дашковых и шесть царских указных грамот (1616—1663).

## Происхождение и история рода
Происходят от мурзы Дашека «мужа честна», приехавшего из Большой Орды к великому князю Василию Ивановичу, а в святом крещении имя ему Даниил. Его внуки Иван и Лука Васильевичи принимали участие в походе на Колывань (1540). Василий Михайлович воевода, а Михаил Иванович есаул в Казанском походе (1544). Иван Иванович воевода в Шведском (1549) и Полоцком (1551) походах.
В XIX веке Дашковы занимали видное место на дипломатической службе. С 1839 по 1917 год владели Благовещенским арматурным заводом.

### Прозвище
Тюрколог Н. А. Баскаков, в связи с тем, что дворянский род Дашковы происходит от выходца из Золотой орды — «мужа честна» Дашека, а также имеющихся общих элементов в геральдических знаках обоих родов тюркской эмблемы, часто встречающейся в русской геральдике: «центральный щиток с изображениями креста над полумесяцем и шестиугольной звездой», указывает, что прозвище давшее фамилию княжескому и дворянскому родам произошло от тюркских переносных значений: «возомнивший о себе», «зазнайка», «чванливый», «пылкий нрав» или «дырявый».
Фамилия князей Дашковых употреблялась с ударением на первом слоге, а с ударением на втором слоге в дворянском роде Дашковых. Общие геральдические данные, а также последовательность поколений позволяют говорить о едином происхождении фамилий князей и дворян Дашковых, лишь в более позднее время, в связи с различными рода родственными связями и установлением фиксированных родословных древ, фамилия князей Дашковых была выделена в особую ветвь.

## Описание гербов

#### Герб Дашковых 1785 г.
Герб статского советника А.Д. Дашкова († 1772): в щите, разделённом крестообразно на четыре части, посередине находится малый синий щиток, в коем изображены золотой крест, шестиугольная серебряная звезда и между ними серебряная же луна, рогами обращённая вниз (польский герб Гвяздич). В первой и четвёртой части, в зелёном поле, по серебряному оленю, стоящие на коричневых скамейках. Во второй и третьей частях, в серебряном поле, видны по три стропила красного цвета, оттенённые золотом. Щит увенчан дворянской короной (дворянский шлем, нашлемник и намёт отсутствуют). Щитодержатели: два орла с распростёртыми крыльями стоящие ногами на фигурном пьедестале.

#### Герб. Часть II. № 71
В щите, разделённом на четыре части, посередине находится малый голубой щиток, в коем изображены крест, шестиугольная звезда золотые и между ними серебряная луна, рогами обращённая вниз. В первой и четвёртой части в зелёном поле два оленя, стоящие на золотом столе, внизу которых обозначена золотая звезда шестиугольная. Во второй и третьей части в серебряном поле видны по три стропила красного цвета.
Щит увенчан обыкновенным шлемом с дворянской на нём короной. Намёт на щите зелёного и красного, подложенный золотом. Герб внесён в Общий гербовник дворянских родов Российской империи (ч. 2, 1-е отделение, с. 71).

## Известные представители
- Дашкова Прасковья Ивановна — жена Даниила Семёновича-большого Лёвшина (1538).
- Дашков Авксентий Яковлевич — воевода в Романове (1610), Тотьме (1613), Чаронде (1614), за московское осадное сидение пожалована вотчина в Серпейском уезде (1614), воевода у Проломных ворот в Москве (1616).
- Дашков Яков Авксентьевич — воевода в Троице-Сергиевском монастыре (1608—1610), Белгороде (1613), Осташкове (1614), Белгороде (1615—1616), Дорогобуже (1616), Уржуме (1617), осадный воевода в Троице-Сергиевском монастыре (1618—1619), Рыльске (1619—1620), Белгороде (1631—1632), Ливнах (1636).
- Дашков Игнатий Денисович — алексинский сын боярский и выборный подписавшийся на грамоте об избрании на царство царя Михаила Фёдоровича (1613), воевода в Тарусе (1615), был в Москве в осаде послан в Калугу (1618—1619), алексинский городовой дворянин (1626), († 1627).
- Дашков Пётр Григорьевич — поддатень к рынде (1570), московский дворянин (с 1611), воевода в Новоспасском монастыре для защиты от ногайцев (1615—1616), Угличе (1617—1618 и 1623), за московское осадное сидение при царе В. И. Шуйском пожалована вотчина, его Ярославское поместье (1621), служил при дворе (1625—1627), бывал у стола государева (1626 и 1627).
- Дашков Селивёрст Авксентьевич — послан в Кромы город ставить (1624), алексинский городовой дворянин (1626—1628), пристав при шведском после (1632), московский дворянин (1650).
- Дашков Алексей Евсеньевич — патриарший стряпчий (1629), жалован поместьем (1633), патриарший стольник (1645), голова у государева знамени в литовском походе (1654—1656).
- Дашков Семён Захарович — воевода в Дедилове (1647—1649), Путивле (1665—1668).
- Дашков Емельян Захарович — воевода в Алексине (1648—1651).
- Дашков Андрей Яковлевич — патриарший стольник (1620), стольник (1635), служил у стола государева при приёме литовского посла (21 марта 1635) и персидского посла (28 января 1639), пожалован поместьем (1639), служил у стола государева (17 марта 1649), воевода в Свияжске (1653—1654), Чернигове (1658), Астрахани, где привёл к присяге калмыцких князей (1660—1663), 2-й судья Владимирского Судного приказа (1659—1660), был на съезде с калмыцким тайши (1666—1667), воевода в Тамбове (1667), дневал и ночевал у гроба царевича Симеона Алексеевича (23 и 30 июня, 07 и 21 июля 1669), судья Холопьего приказа (1677—1678) и Каменного приказа (1680), пожалован в думные дворяне (1683), судья Приказа сыскных дел (1684—1686).
- Дашков Василий Яковлевич — стряпчий, был при встрече персидского посла (1639), стольник (1647), ездил за государем (1650—1652), судья Московского Судного приказа (1659—1660), судья Владимирского судного приказа (1660—1661), послан во Псков для размежевания со Шведами (1662), пристав при английском после (1664), посол в Англию (1664), дневал и ночевал у гроба царевича Симеона Алексеевича (1669), за местничество с Пушкиным посажен в тюрьму (1672), воевода в Смоленске (1672—1674), Дорогобуже (1675), пожалован в думные дворяне (1676), судья Каменного приказа (1676), служил при дворе (1677—1679), погребён в церкви Святой Софии на Лубянке (1680). Жена: Матрёна Тимофеевна Лихачёва, погребена в Новодевичьем монастыре (1680).
- Дашков Семён Захарьевич — стряпчий, был при встрече персидского посла (1639), пожалован поместьем (1645), воевода в Дедилове (1647—1649), судья Московского Судного приказа (1660—1662), воевода в Путивле (1665—1668), полковник рейтарских войск (1666), московский дворянин (1676).
- Дашков Григорий Яковлевич — стольник (1649), служил у стола государева (1649), ездил за государем (1649—1651), воевода в Мстиславле (1655), где и умер.
- Дашков Алексей Иванович — стольник царицы Марфы Матвеевны (1676), стольник царицы Марии Ильиничны (1679), стольник царицы Прасковьи Фёдоровны (1686—1692).
- Дашков Иван Васильевич Большой — стольник царицы Марии Ильиничны, стольник (1669), на службе в Брянске (1669), умер монахом Троице-Сергиевского монастыря.
- Дашков Иван Васильевич Средний — стольник царицы Натальи Кирилловны (1677), комнатный стольник (1681).
- Дашков Иван Васильевич Меньшой — стольник (1675), ездил за государем (1676), служил у государева стола (1679), за брань в государевых хоромах посажен в тюрьму (1684), участник Крымского похода (1687).
- Дашков Иван Игнатьевич — московский дворянин (1671-1677), воевода в Алексине (1666), в Серпухове (1677—1678)
- Дашков Емельян Захарович — патриарший стольник (1629), пожалован поместьем (1632), воевода в Алексине (1650—1651).
- Дашков, Алексей Иванович — стольник царицы Прасковьи Фёдоровны (1682), был на посольстве к гетману литовскому князю Вишневецкому (1702), послан (как знающий латинский и немецкий языки) для обучения к резиденту при польском дворе Паткулю (1704), пристав при английском после (1705), резидент при польском великом гетмане (1708—1712 и 1715—1716), резидент при польском короле (1712—1715), надворный советник и посланник в Турцию (1718—1723), где заключил трактат о вечном мире (1723), тайный советник († 1733).
- Дашков Василий Иванович — стольник царицы Прасковьи Фёдоровны (1692).
- Дашков Иван Иванович — стольник царицы Прасковьи Фёдоровны (1686), участник крымского похода (1686).
- Дашков Пётр Иванович — стольник царицы Прасковьи Фёдоровны (1692).
- Дашков Иван Устинович — стольник царицы Прасковьи Фёдоровны (1692), стольник, воевода в Венёве (1700), ландрат Московской губернии (1714).
- Дашков Иван Фёдорович — стольник царицы Прасковьи Фёдоровны (1692).
- Дашков Яков Иванович — майор, асессор камер-коллегии (1731), воевода в Устюжской провинции († 1766)[5][6][2][7][8].
- Дашков, Андрей Яковлевич (1775—1831) — первый русский посланник в США.
- Дашков, Аполлон Андреевич (1753—1808) — генерал от инфантерии, губернатор Таганрога (1803—1805)
- Дашков, Василий Андреевич (1819-96) — директор Румянцевского музея, создатель Дашковского этнографического музея
- Дашков, Дмитрий Васильевич (1788—1839) — министр юстиции Российской империи (1829—1839).
- Дашков, Дмитрий Дмитриевич (1833—1901) — русский земский деятель.
- Дашков, Павел Яковлевич (1849—1910) — собиратель редких книг и рукописей
- Дашков, Яков Андреевич (1803—1872) — посланник в Швеции и Норвегии